# Chiesa di Santa Maria Assunta (Malles Venosta)
La chiesa di Santa Maria Assunta (in tedesco Pfarrkirche Maria Himmelfahrt) è la parrocchiale a Malles, frazione di Malles Venosta in Alto Adige. Fa parte del decanato di Malles e risale al XIII secolo.

## Storia
La prima documentazione che riguarda un luogo di culto con dedicazione a Santa Maria nell'abitato di Malles risale al 1292.
Nel 1499, dopo la battaglia della Calva, le forze vincitrici dell'Engadina misero l'intero paese a ferro e fuoco, bruciando gli edifici e con questi anche il tempio di Santa Maria.
La chiesa in seguito venne ricostruita e, in particolare, la torre campanaria fu eretta entro il 1531. Con l'arrivo dell'esercito napoleonico, nel 1799, la chiesa fu nuovamente distrutta e un incendio seguito ad un'esplosione fece crollare il tetto e le strutture murarie dell'edificio. In quell'occasione solo la torre campanaria non subì danni rilevanti.

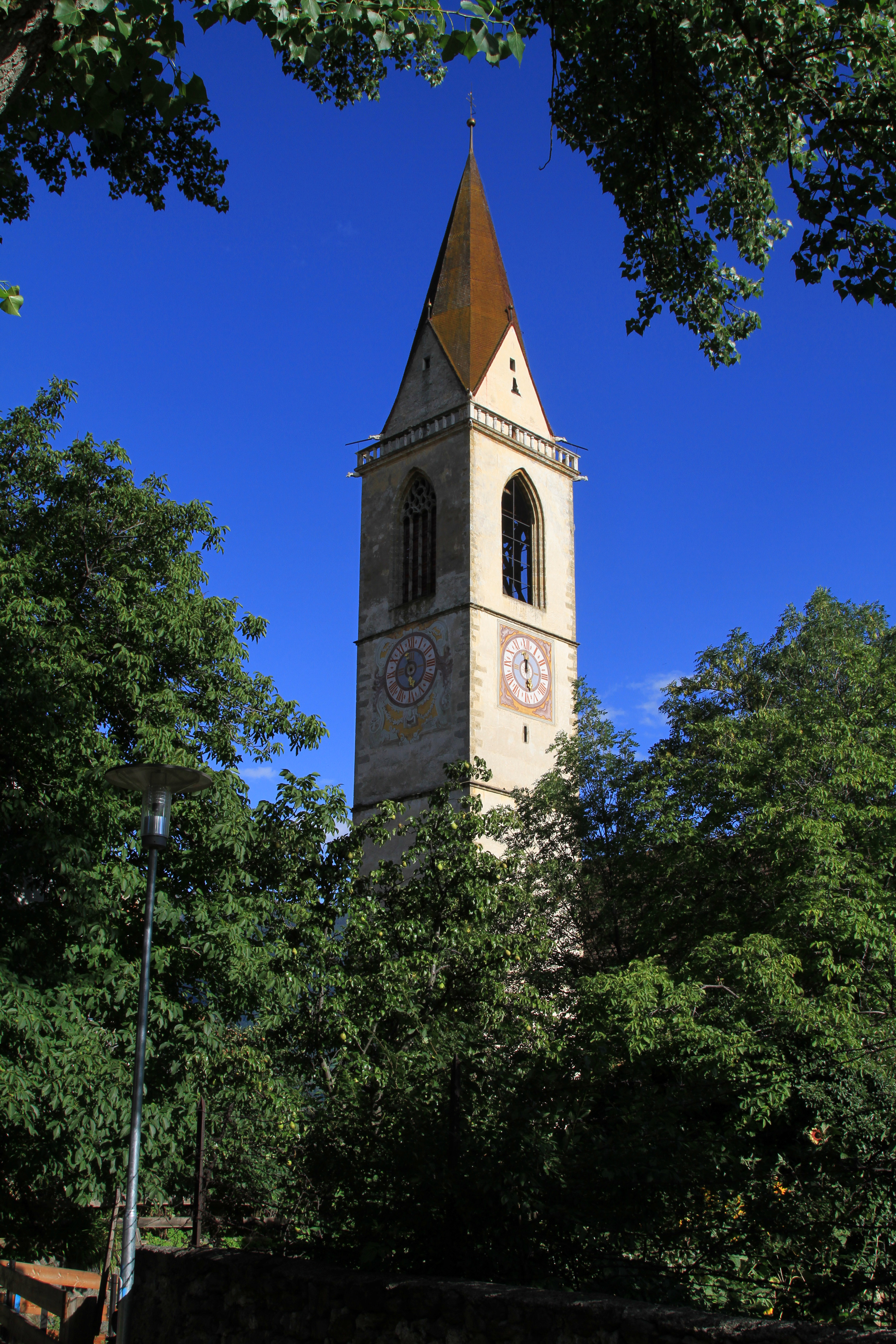
Campanile della chiesa parrocchiale di Santa Maria Assunta.

Nel quarto decennio del XIX secolo si aprì il cantiere per la sua ricostruzione prima parziale poi completa e ciò comprese l'ampliamento nella sua parte occidentale, quella del prospetto principale. Alla conclusione dei lavori venne celebrata la solenne consacrazione a Santa Maria Assunta presieduta dal vescovo ausiliare di Bressanone Georg Prünster, vicario generale di Feldkirch.

## Descrizione
La facciata della chiesa, rivolta verso ovest, si presenta in stile neoclassico con lesene ed un ampio frontone triangolare. La torre campanaria, che risale al XVI secolo, presenta una tipica struttura con pietre laterali angolari a vista ed è suddiviso, tra i piani, da tre cornici. La copertura apicale è acuta, con una balaustra che ne circonda tutto il perimetro. La cella campanaria sottostante è impreziosita da grandi finestre gotiche con motivi decorativi in pietra e all'interno sono presenti infissi in legno di protezione, come in molte chiese dell'arco alpino.
La navata della sala è unica e presenta una volta a botte. Le pareti, con le ampie finestre a semiluna, portano la luce all'interno. Sul catino absidale si trova l'affresco che rappresenta l'Incoronazione di Maria. A lato immagini di santi e allegoria della guerra, opere del 1914.
L'altar maggiore, che risale al 1842, ospita la pala d'altare di Johanne Georg Witwer raffigurante l'Assunzione. Molto interessanti le statue lignee dello scultore Franz Xaver Renn raffiguranti San Pietro e San Paolo.